# Map (funzione)
Nella programmazione funzionale una map è una funzione che applica una data funzione ad una lista di elementi e restituisce una lista di risultati.
Sono esempio sia di catamorfismo che di anamorfismo.
Per esempio, se definiamo una funzione quadrato come segue:
```
quadrato
 
x
 
=
 
x
 
*
 
x

```

chiamare map quadrato [1,2,3,4,5] restituirà [1,4,9,16,25], poiché map attraverserà la lista, e applicherà la funzione  quadrato ad ogni elemento.